# Presa del castello di Farnham
La presa del castello di Farnham fu uno scontro che si svolse il 1º dicembre 1642 presso il castello di Farnham, nel Surrey, in Inghilterra. Essa fu parte della prima guerra civile inglese, contrapponendo Realisti e Parlamentaristi.
Sir John Denham aveva preso possesso del castello di Farnham a metà novembre per conto dei realisti, ma dopo la ritirata di questi ultimi da Londra nel corso della battaglia di Turnham Green, una forza parlamentarista al comando di sir William Waller si avvicinò al castello per reclamarlo. Dopo che Denham si fu rifiutato di arrendersi al nemico, le forze di Waller riuscirono ad attaccare e conquistare il castello. Il castello venne preso in sole tre ore di combattimento, dal momento che le stesse truppe dei realisti non erano intenzionate a combattere.

## Antefatto
Il castello di Farnham, presso la città omonima del Surrey, era un castello costruito nel XII secolo dal vescovo di Winchester, Walter Curle. Con lo scoppio della guerra civile, gran parte dell'area attorno a Farnham si schierò coi Realisti.
Nell'agosto del 1642, Carlo I d'Inghilterra levò il suo stendardo sulla città di Nottingham e dichiarò il conte di Essex e per estensione tutto il parlamento, quali traditori della patria, dando così inizio alla prima guerra civile inglese. Quest'azione fu il culmine di una serie di tensioni religiose, fiscali e legislative durate cinquant'anni. Entrambe le parti tentarono di reclutare gli uomini della milizia del regno. L'8 settembre, George Wither ottenne la commissione come capitano delle truppe del Surrey. Più di un mese dopo, il 14 ottobre, con l'aggiunta di due squadroni che lo storico Stephen Manganiello definì "deboli e male armate", occupò il castello di Farnham.
Wither ripetutamente richiese l'aiuto di rinforzi per tenere la posizione al castello, ma quando l'esercito realisti stava avvicinando a Londra nel novembre del 1642, dopo la Battaglia di Edgehill, il castello di Farnham era ormai considerato senza importanza strategica e Wither ottenne l'ordine di abbandonare la piazzaforte. La notte dell'8 novembre evacuò i suoi uomini e le munizioni che poté, mentre le forze realiste al comando di sir John Denham presero possesso del castello il giorno successivo. Denham era stato nominato Alto Sceriffo del Surrey all'inizio dell'anno dal re ed a lui era stata affidata la coscrizione della milizia locale.

## Preludio

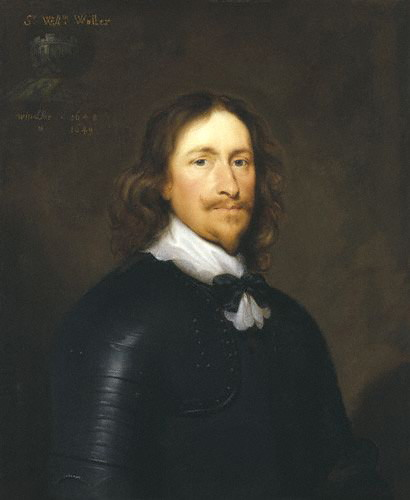
Sir William Waller ottenne il compito di purificare il sudest dell'Inghilterra dalle forze realiste.

L'esercito realista di ritorno da Londra dopo lo stallo di Turnham Green, mentre il re si ritirava a Oxford lasciando una guarnigione a Reading, dovette difendersi dal progetto avanzato dall'esercito parlamentare ed affidato a sir William Waller che consisteva nella cacciata di tutti i realisti dall'Inghilterra meridionale.
Gran parte delle forze realiste si erano già ritirate a Reading o a Oxford, mentre Denham era rimasto al castello di Farnham. Nella sua biografia di Denham, Brendan O Hehir paragonò l'esperienza di Denham a quella del suo avversari, Wither, dicendo che ciascuno "ebbe l'esperienza di trovarsi isolato col nemico attorno". Il castello di Farnham non era facilmente difendibile, e le truppe di Denham andarono a rinforzare il cancello con barricate di legni.

## La battaglia
Il 30 novembre, le forze parlamentariste comandate da Waller, che comprendevano cavalleria e dragoni, si avvicinarono al castello e ne chiesero la resa. Denham si rifiutò dal momento che riteneva che i parlamentaristi non disponessero di artiglieria sufficiente a bombardare il castello. I realisti erano ben piazzati al castello; oltre a molte armi e munizioni, disponevano in tutto di 300 pecore, 100 buoi e molto cibo di varia natura.
I soldati con meno esperienza vennero tenuti in seconda fila. Dopo tre ore di combattimenti, in assenza di un risultato, le truppe di Waller furono in grado di avvicinarsi al cancello del complesso e di piazzarvi dell'esplosivo. Malgrado le scarse difese, il colonnello Anthony Fane, uno degli ufficiali dei parlamentaristi, venne ferito ad una guancia e morì per le ferite nella sua casa di Kingston poco dopo. Secondo lo storico Elliot Warburton, Fane fu "probabilmente l'unica persona morta nello scontro". Una volta che i parlamentaristi ebbero abbattuto il cancello del castello, non riuscirono comunque a penetrare nel complesso dal momento che incontrarono la resistenza delle barricate piazzate dai difensori; ad ogni modo la guarnigione realista si arrese dopo che questi riuscirono a sfondare.

## Conseguenze
Denham ed i suoi uomini vennero portati prigionieri a Londra dove giunsero il 3 dicembre. I soldati semplici vennero subito rilasciati, mentre gli ufficiali ed i sottufficiali vennero portati a Lambeth House. Non è chiaro quando Denham venne liberato, ma questo avvenne prima del 23 marzo 1643. Dopo aver riottenuto la libertà, si unì alle forze del re a Oxford. Denham si ritirò dalla vita militare e si dedicò interamente alla sua passione per la poesia.
Waller catturò beni per un valore di 40 000 sterline nel saccheggio, oltre a polvere da sparo e stivali per i soldati. Successivamente catturò Winchester, Arundel e Chichester, e nel giro di un mese garantì il dominio delle forze parlamentaristi nel Surrey, nel Sussex e in gran parte dell'Hampshire. Il successo gli portò anche la nomina a maggiore generale. Il castello di Farnham venne successivamente utilizzato da Waller come base per altre operazioni militari; dopo la guerra venne atterrato per ordine del parlamento.